# Florentia
Florentia korábbi község (település) Franciaországban, Jura megyében. 2016. január 1-jén Nantey és Senaud községgel egyesült és Val-d’Épy új község része lett.
Lakosainak száma 23 fő (2018. január 1.). Florentia Andelot-Morval, La Balme-d’Épy, Val-d'Épy, Nantey és Villechantria községekkel határos.

## Népesség
A település népességének változása:
| Lakosok száma | 48   | 38   | 28   | 27   | 24   | 34   | 34   | 31   | 23   | 23   |
|               | 1962 | 1968 | 1982 | 1990 | 1999 | 2008 | 2011 | 2013 | 2017 | 2018 |